# Alvdal (gemeente)
Alvdal is een gemeente in de Noorse provincie Innlandet. De gemeente telde 2441 inwoners in januari 2017. Alvdal ligt in het Østerdalen, het gemeentebestuur zetelt in het gelijknamige dorp.

## Ligging

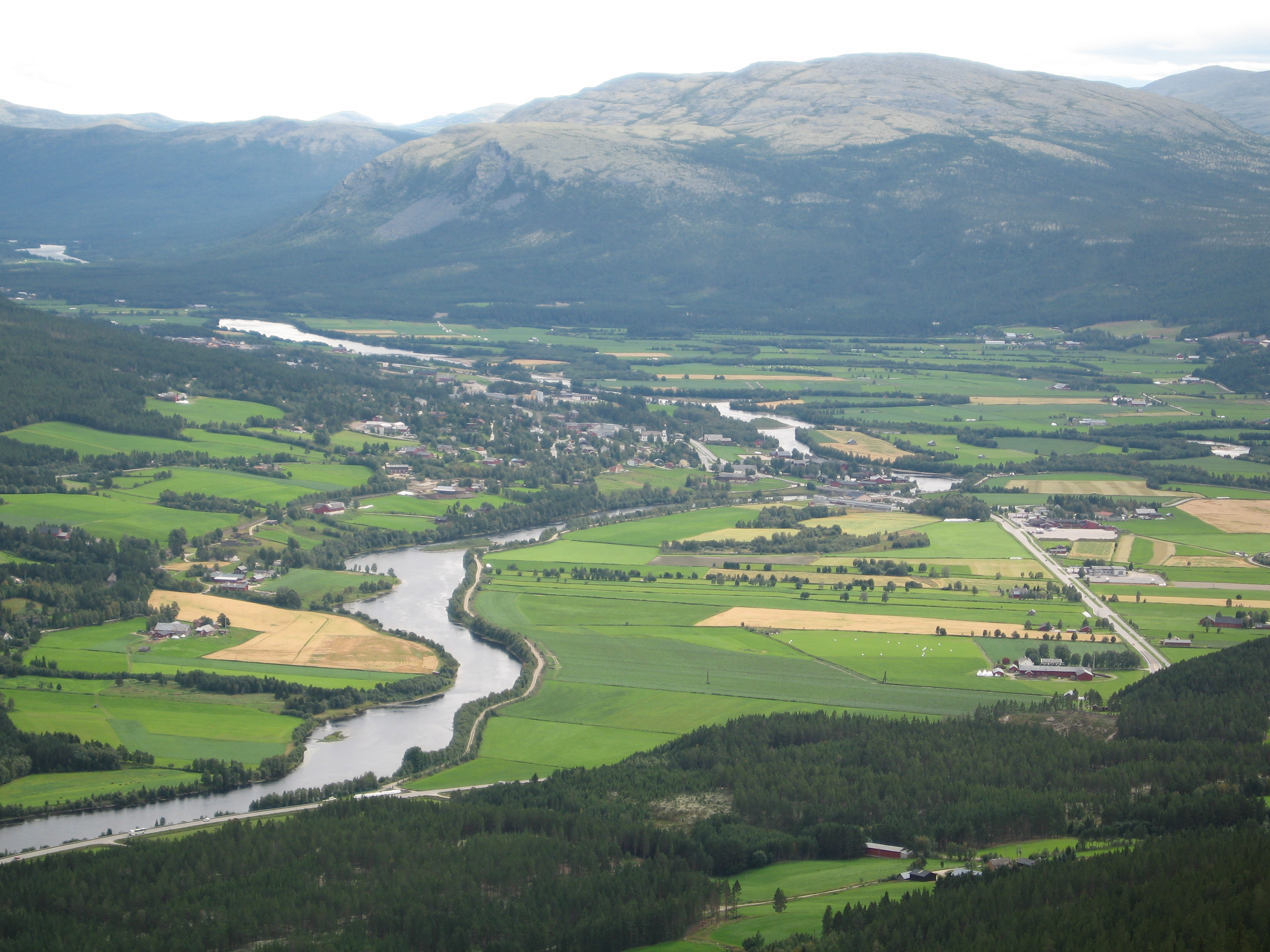
Alvdal vanuit de lucht

Alvdal ligt in het noorden van de fylke. De Glomma stroomt van noord naar zuid door de gemeente. Bij het dorp Alvdal mondt de Folla in de Glomma.
In het noorden grenst Alvdal aan Tynset, in het oosten en zuiden aan Rendalen, in het zuiden aan Stor-Elvdal en in het westen aan Folldal. De hoogste berg in de gemeente is de Storsølnkletten met 1827 m.

## Vervoer
De voornaamste wegverbinding in Alvdal is riksvei 3 die parallel loopt met de Glomma. Fylkesvei 29 geeft een verbinding met de E6 bij Dovre. De gemeente heeft een spoorverbinding met Oslo (via Hamar en Trondheim. Aan de spoorlijn Rørosbanen liggen stations in Alvdal en Bellingmo. Ook de spoorlijn volgt de loop van de Glomma.

## Plaatsen in de gemeente
- Alvdal (plaats)

Alvdal · Dovre · Eidskog · Elverum ·  Engerdal · Etnedal · Folldal · Gausdal · Gjøvik · Gran · Grue ·  Hamar · Kongsvinger · Lesja · Lillehammer · Lom ·  Løten · Nord-Aurdal · Nord-Fron · Nord-Odal · Nordre Land · Os · Østre Toten · Øyer · Øystre Slidre · Rendalen · Ringebu · Ringsaker · Sel · Skjåk · Stange · Stor-Elvdal · Søndre Land · Sør-Aurdal · Sør-Fron · Sør-Odal · Tolga · Trysil · Tynset · Vågå · Våler · Vang · Vestre Slidre · Vestre Toten · Åmot · Åsnes

Fylker van Noorwegen